# MG MGB
Pour les articles homonymes, voir MG et MGB.
La MGB ou MG Type B est une voiture de sport roadster-GT du constructeur automobile britannique MG (Morris Garages). Considérée comme un des archétypes du « roadster anglais » elle est fabriquée à plus de 500 000 exemplaires de 1962 à 1980, en quatre versions successives MK1, MK2, MK3 et MK4. 

## Histoire
D'abord produite sous forme de roadster, elle sera également diffusée à partir de 1965 en version GT (avec un design Pininfarina de break de chasse). Plus important succès commercial de la marque, elle fut produite à plus de 500 000 exemplaires jusqu'en 1980 (environ 350 000 roadsters et 150 000 coupés).

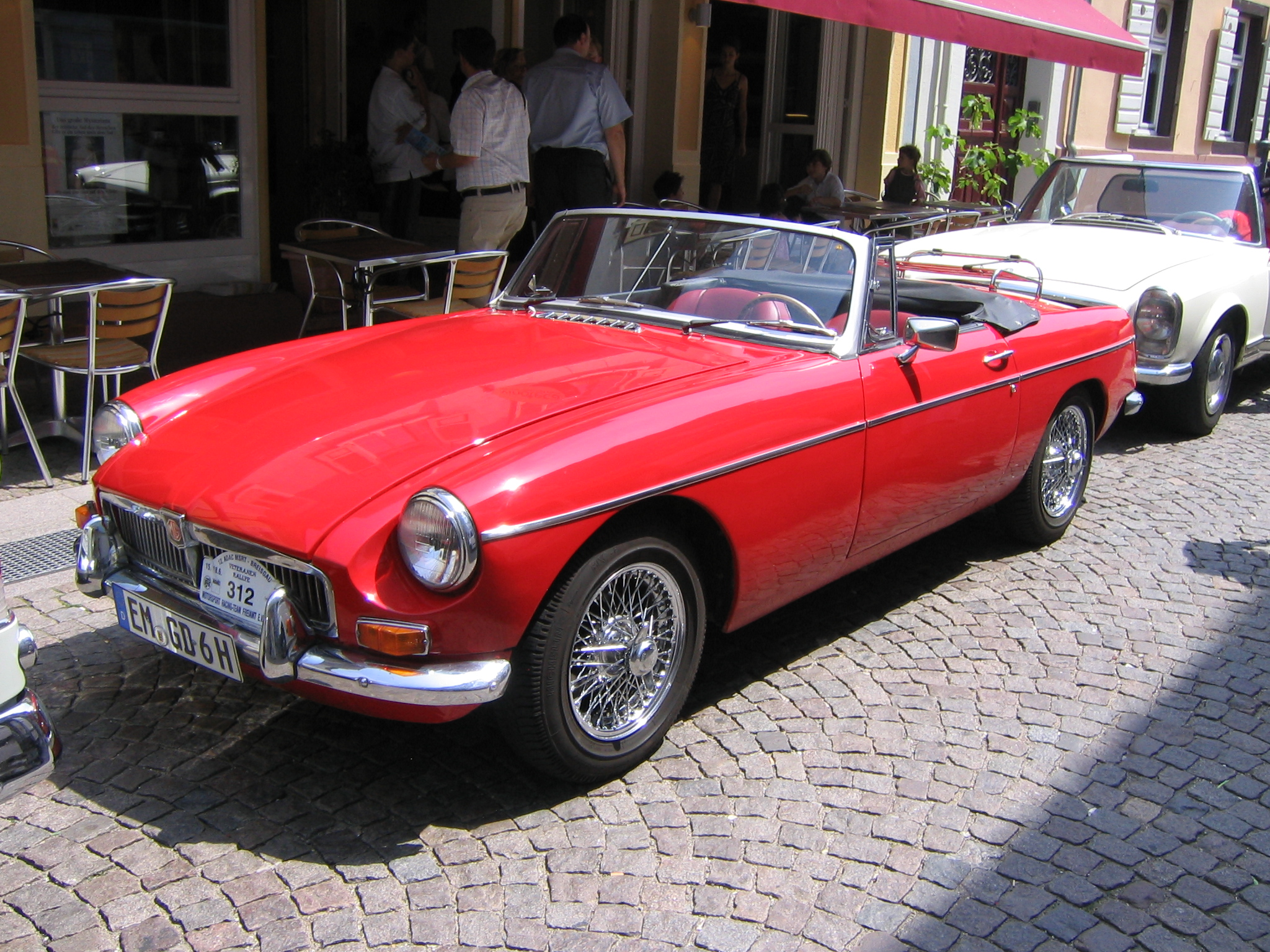
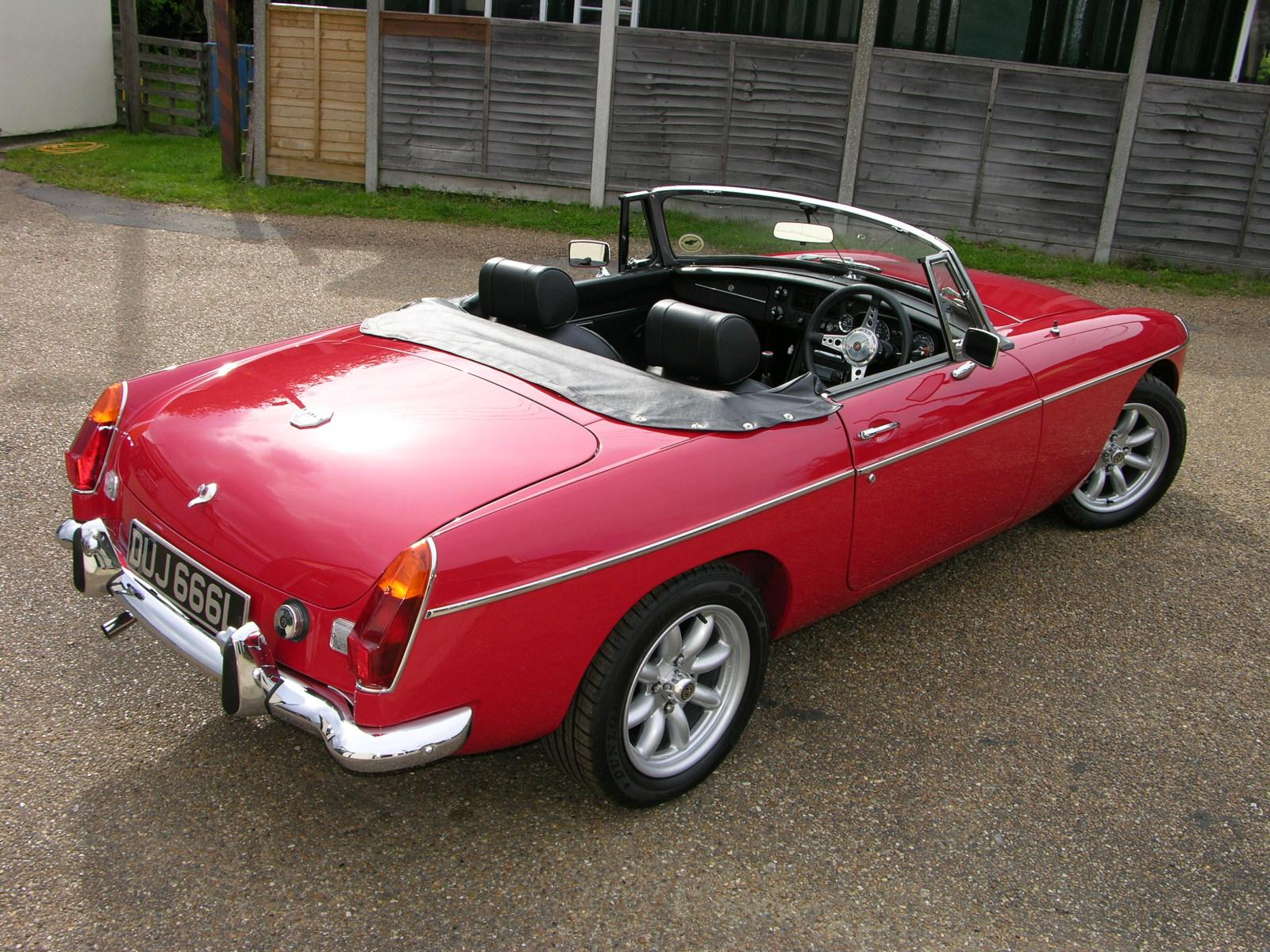
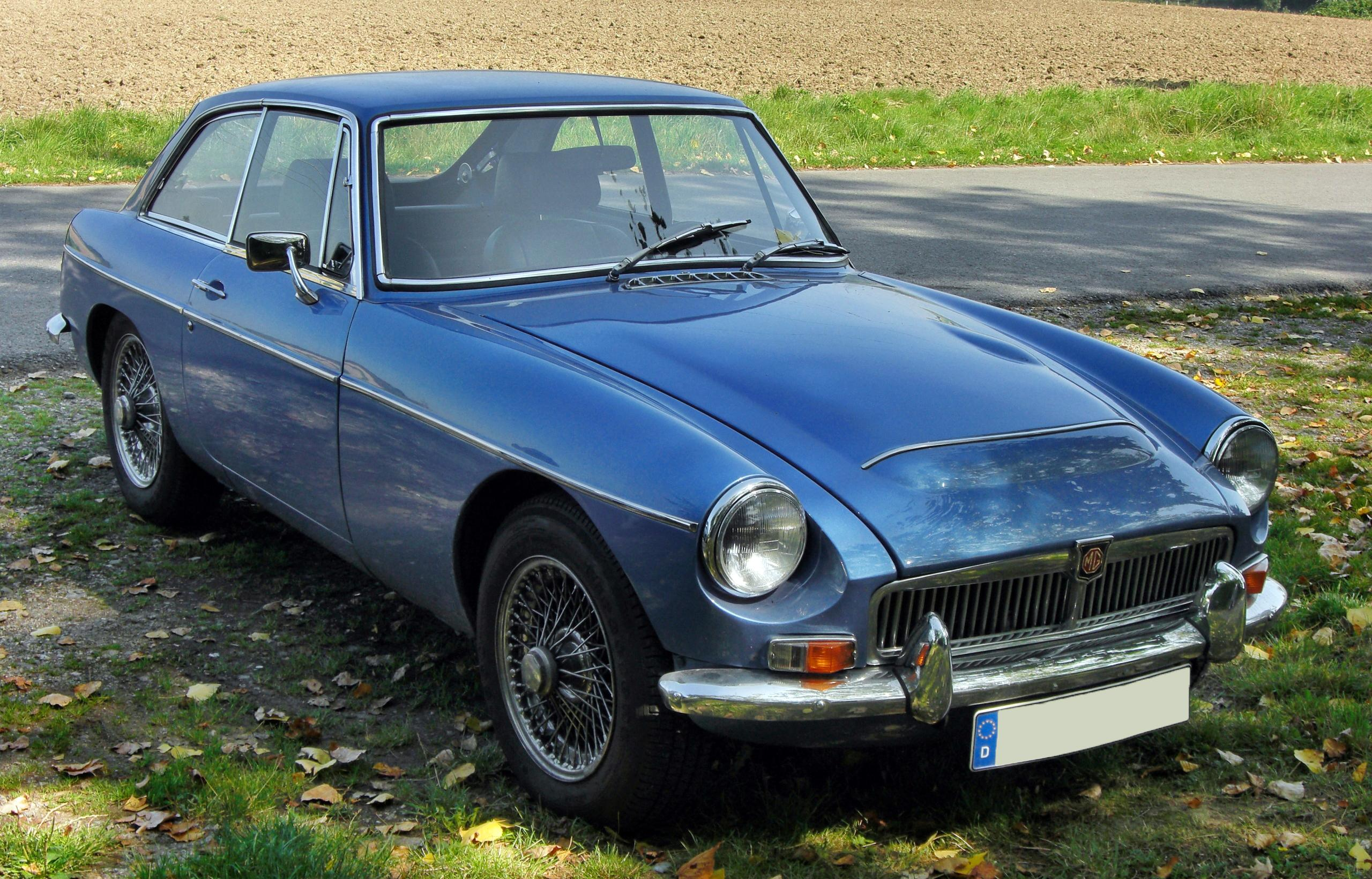

Elle est motorisée en version d'origine par un moteur BMC Série-B de 4 cylindres en ligne des précédentes MG A, avec 1,8 L de cylindrée, à double carburateurs S.U.
Esthétiquement, l'histoire de la MGB se divise en deux parties :
- 1962-1974 : le modèle ne connaît que des modifications mineures, comme l'ajout de crosses de pare-chocs ou des calandres légèrement différentes : les poignées « pull handle » des premiers modèles font place à des modèles plus conventionnels.
- 1975-1980 : période « rubber Bumper», lorsque le groupe British Leyland (propriétaire de MG) répond aux nouvelles réglementations antipollution écologiques et sécuritaires américaines (notamment californiennes), avec pare-chocs proéminents en polyuréthane, rehaussement de la garde au sol de trois centimètres, et « dépollution » du moteur pour le marché américain (les moteurs d’origine avec double carburateur SU sont conservés pour le marché anglais et européen). La ligne stylistique est alourdie par ces ajouts et le moteur US perd de la puissance (certaines versions US développant environ 69 chevaux, contre 95 pour les modèles d'origines). Les taux de change (suspension de la convertibilité dollar/or à partir de 1971) ont également condamné ce modèle sur son marché américain de prédilection (la moitié des MGB produites ont été exportées vers les États-Unis).

Les MG A et MG B sont longtemps parmi les cabriolets les plus produits du monde, avant d'être détrônés par le cabriolet Mazda MX-5 des années 1990. Rover (propriétaire de la marque) commercialise alors en 1993 le modèle « MG RV8 » à moteur V8 Rover de 4 L, vendu à environ 2 000 exemplaires, avant la succession des MG F de 1995 (puis MG TF en 2002).

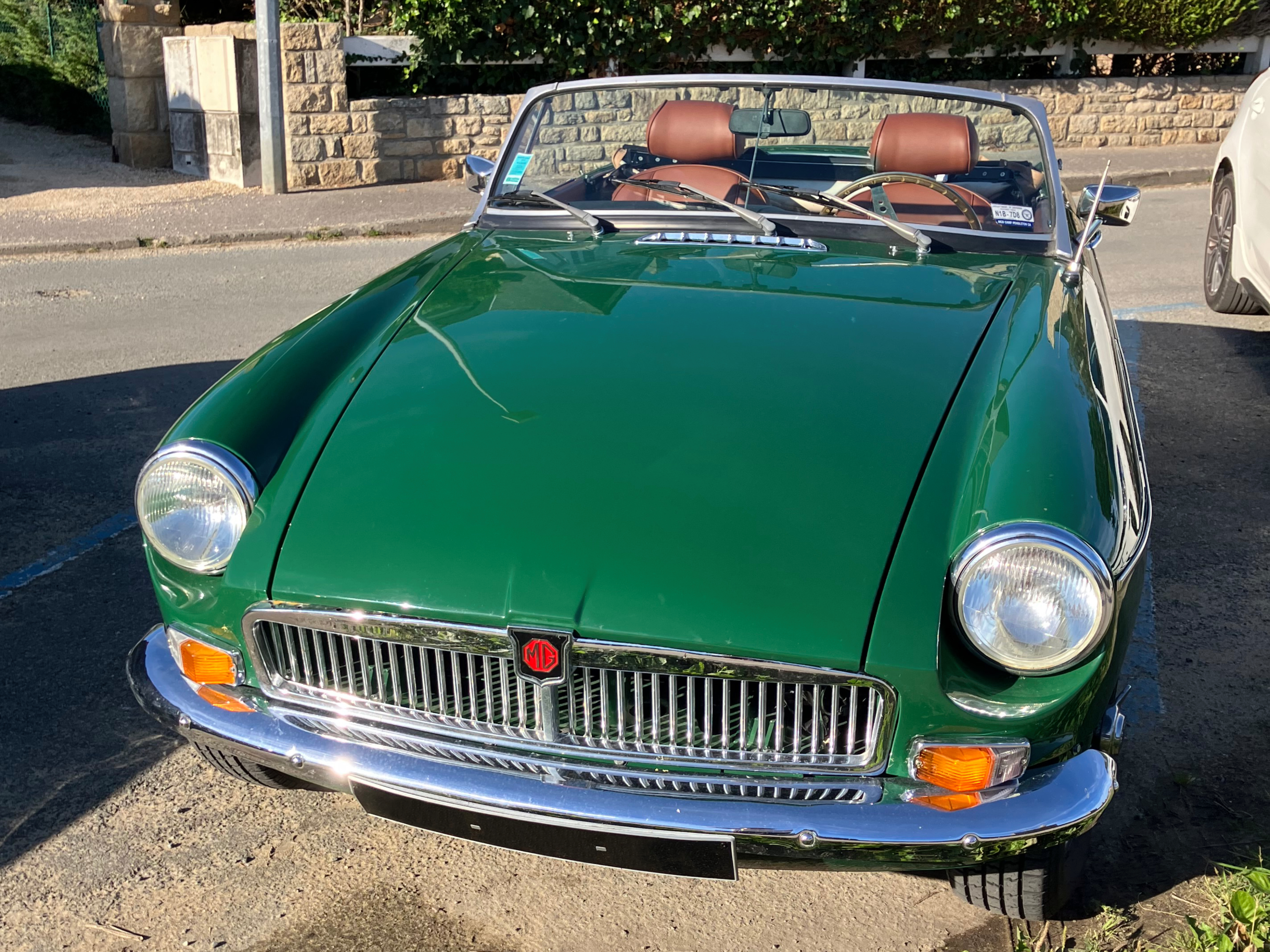
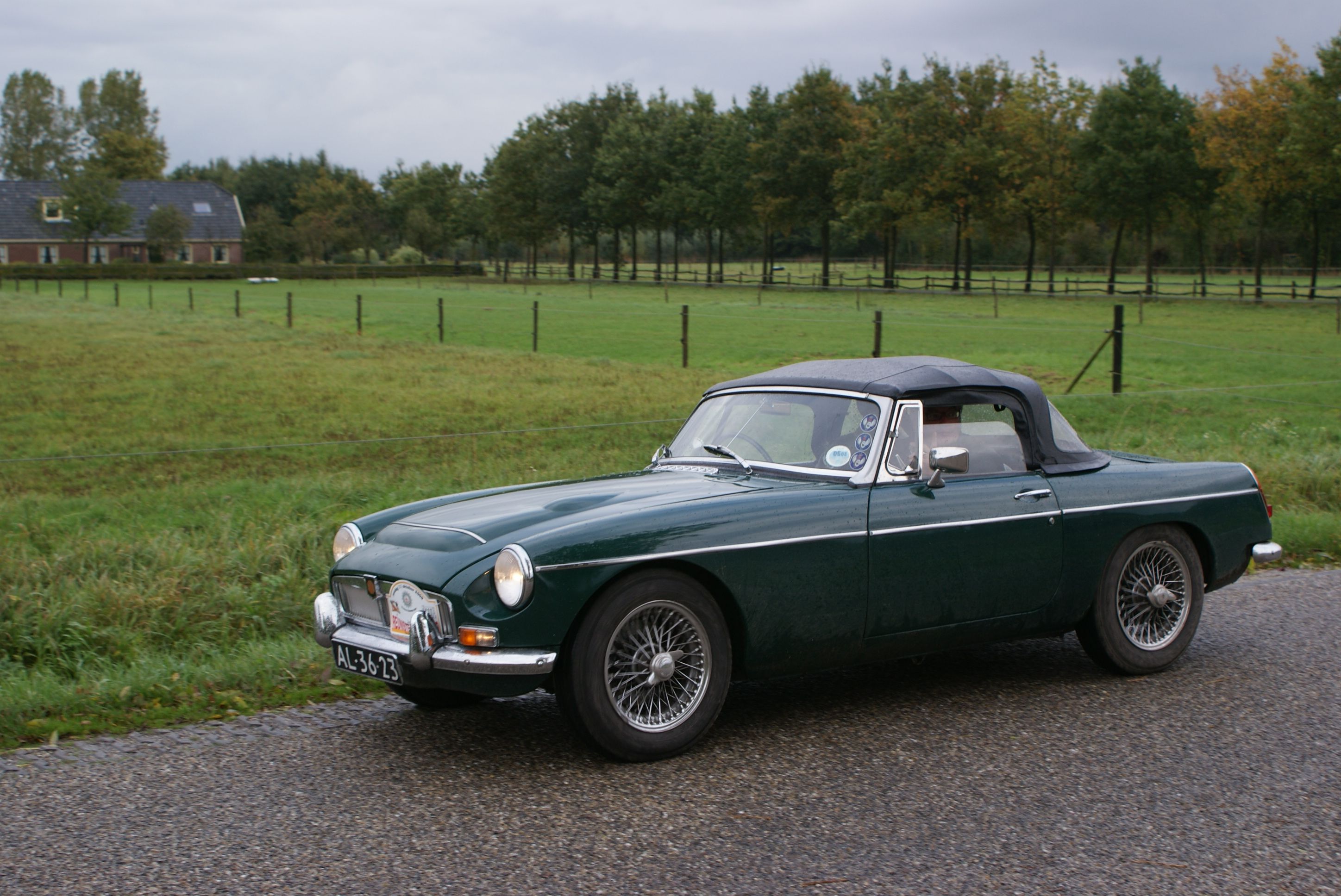
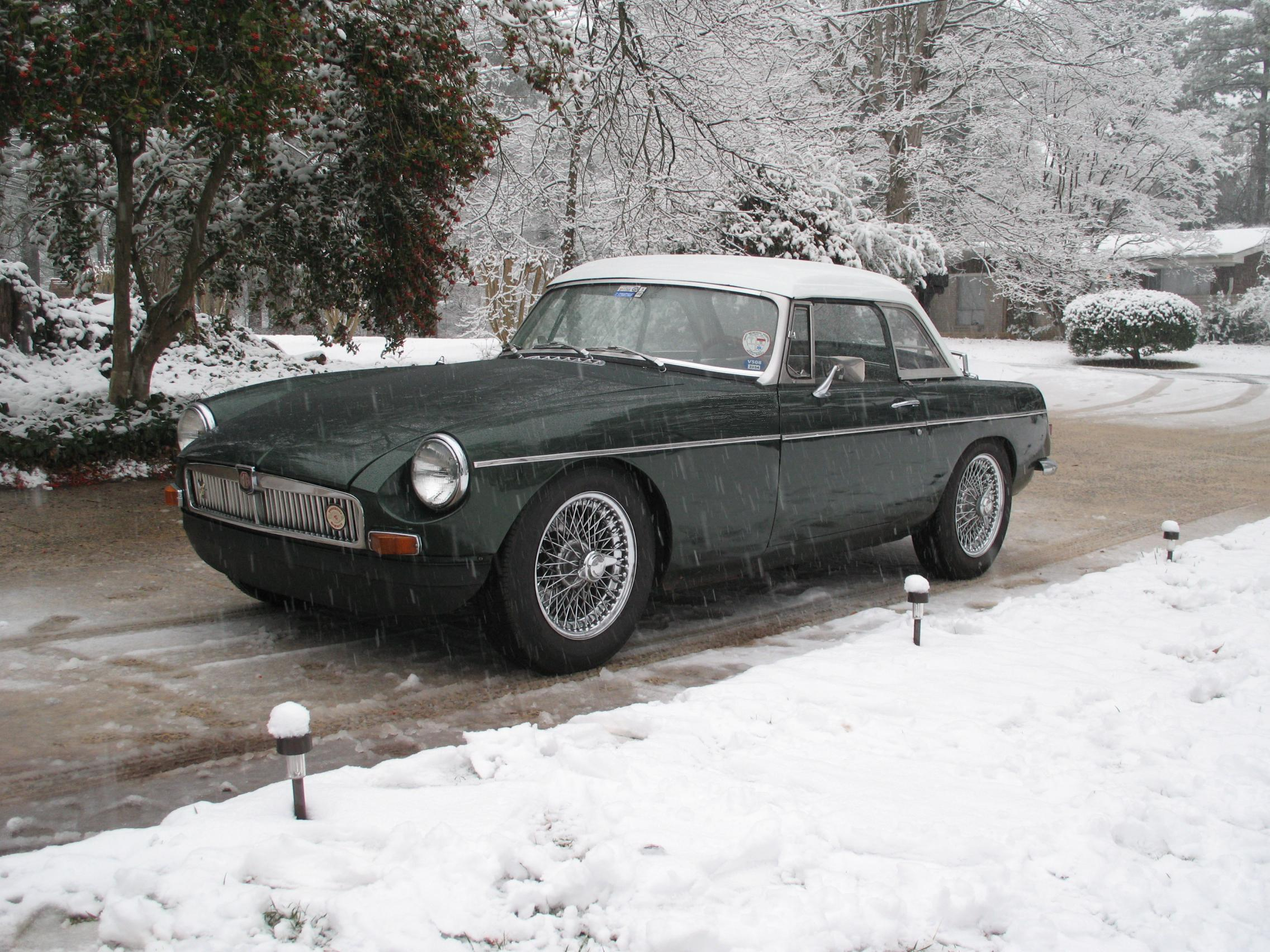
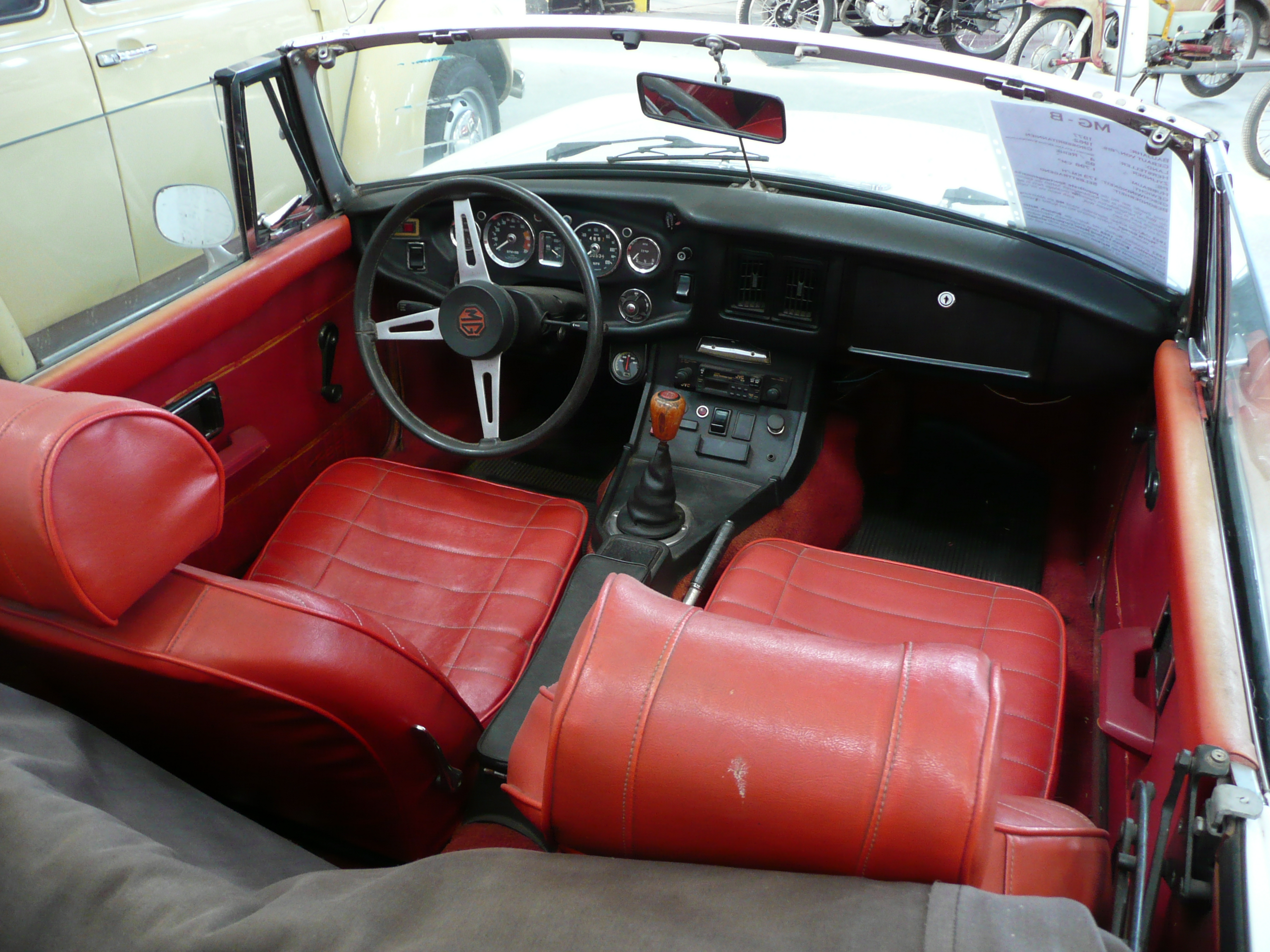
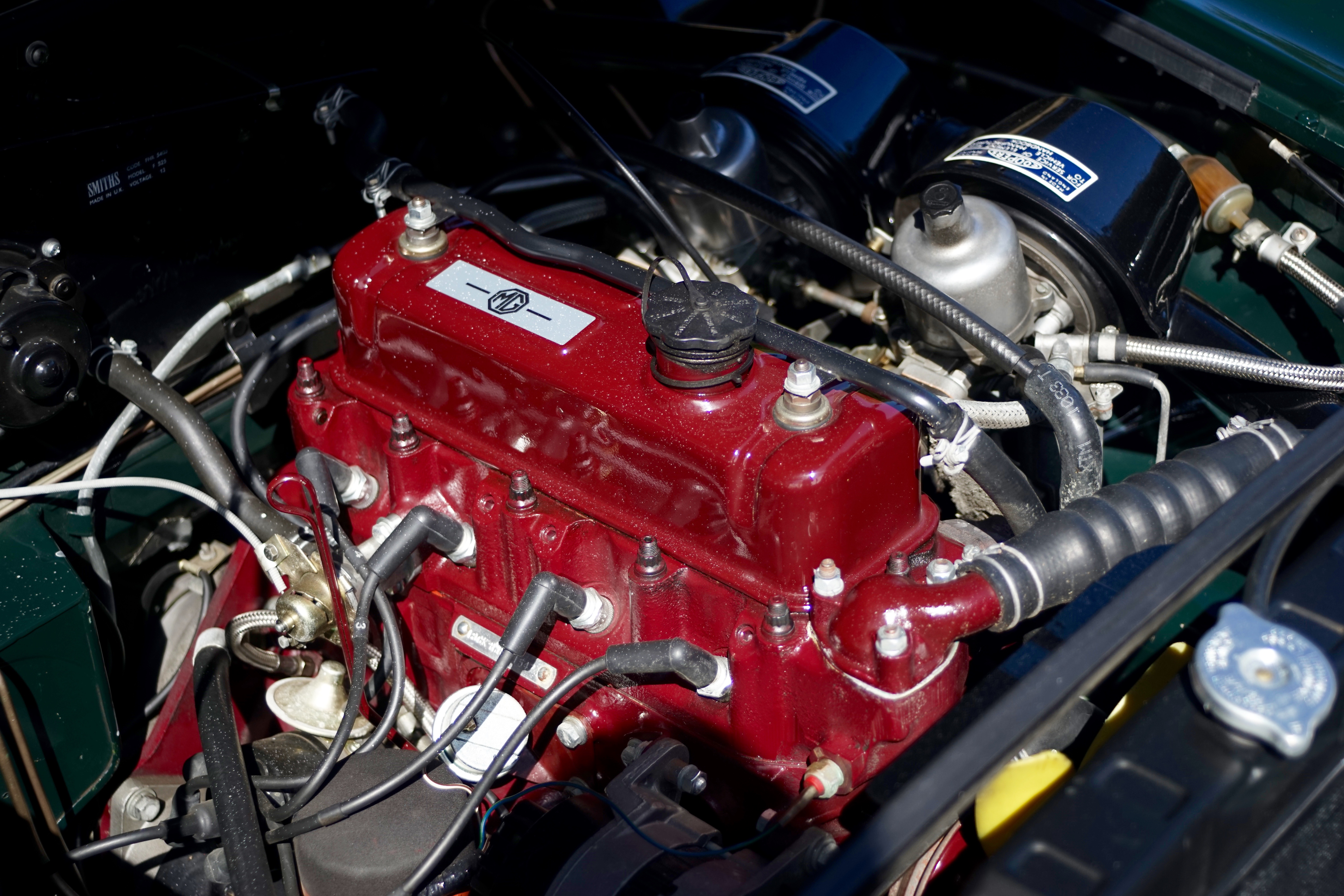
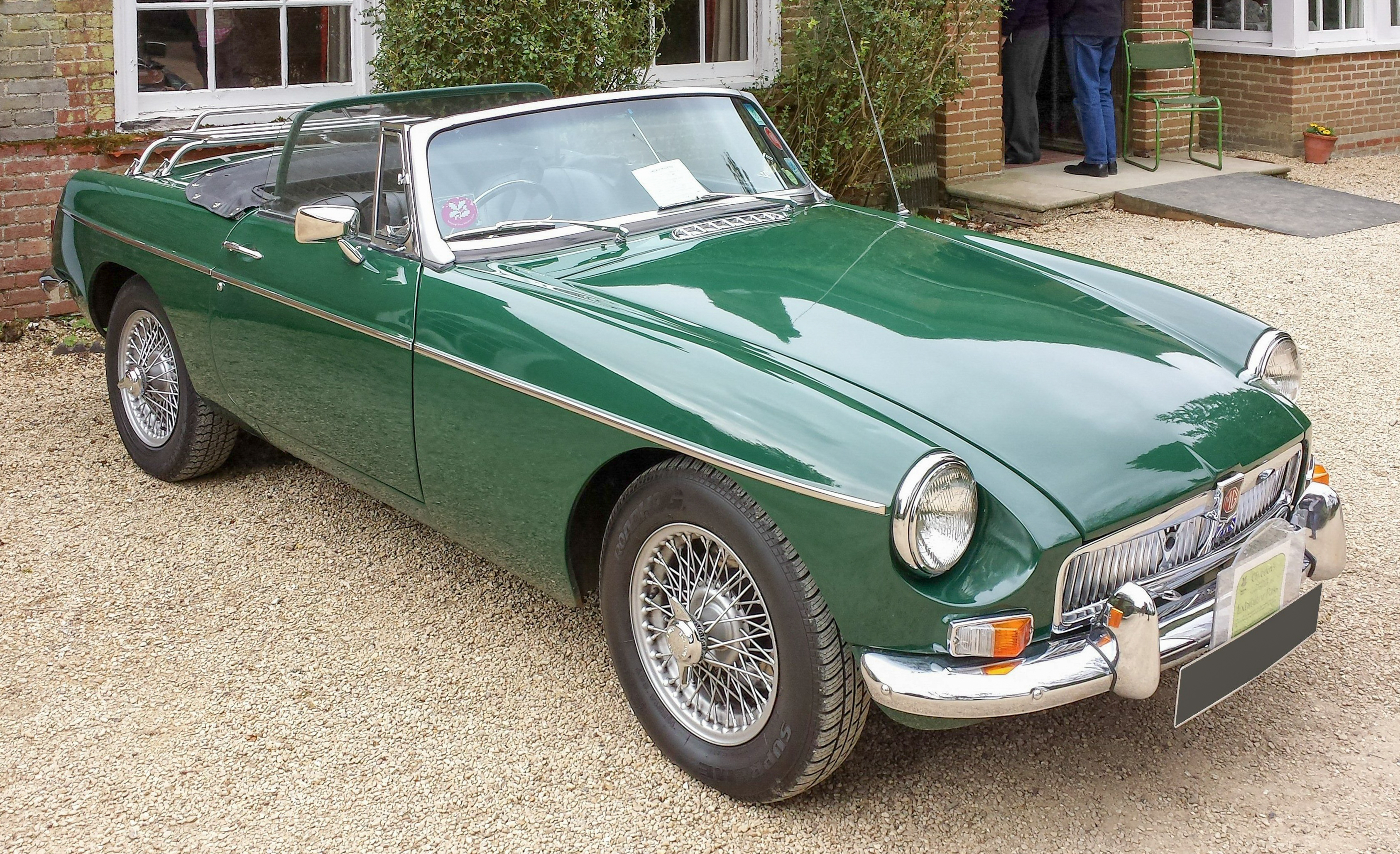
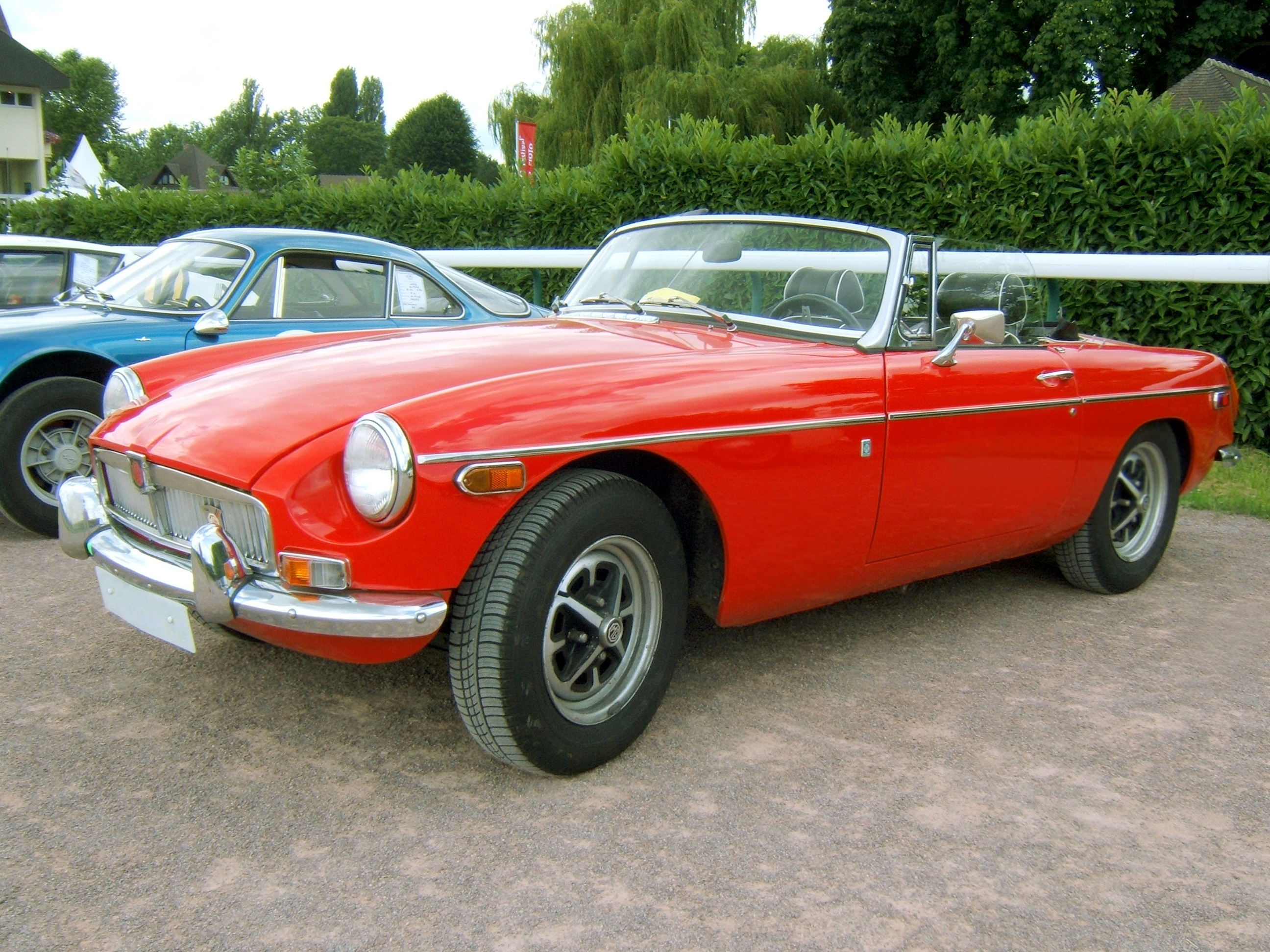
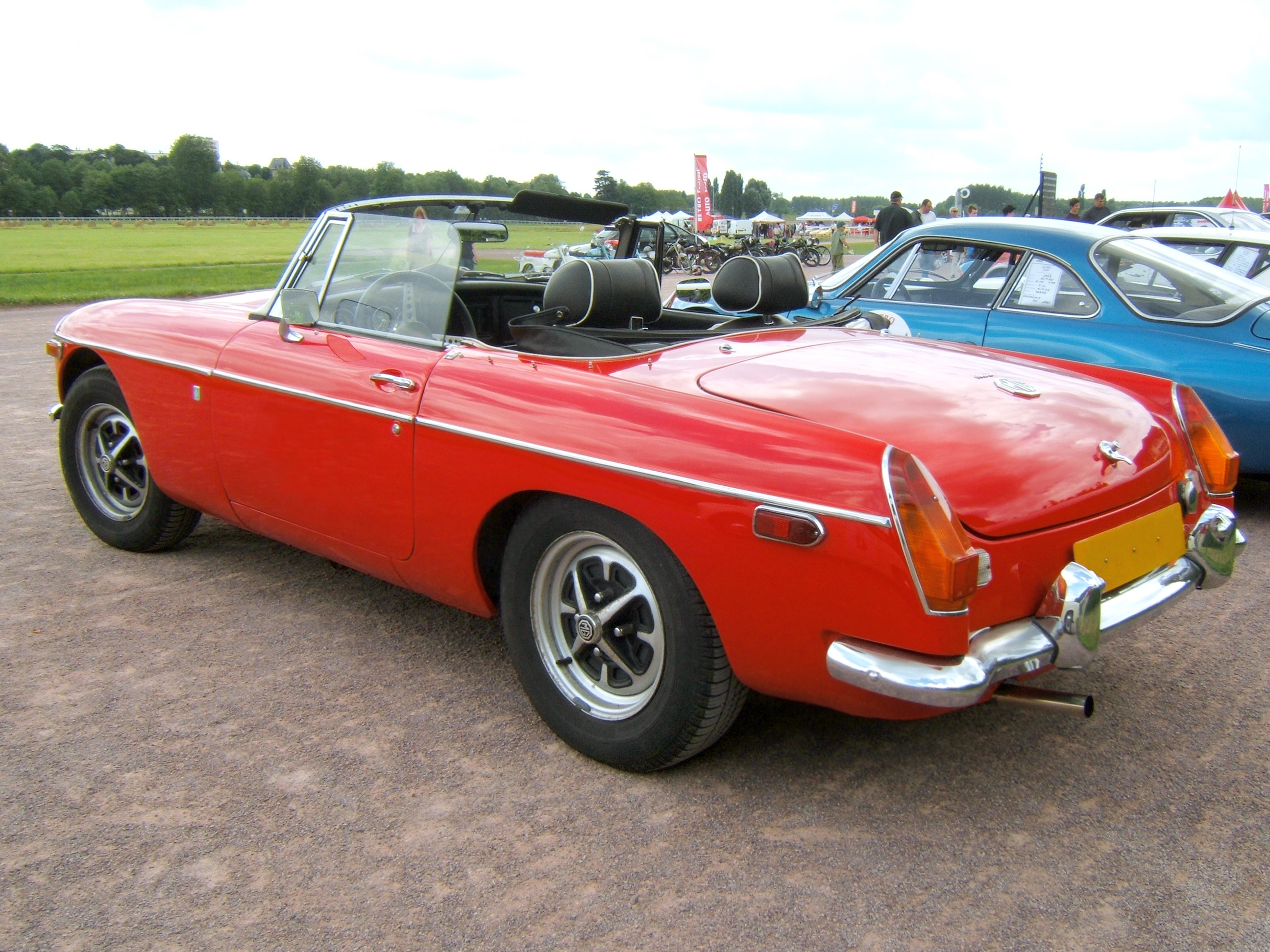
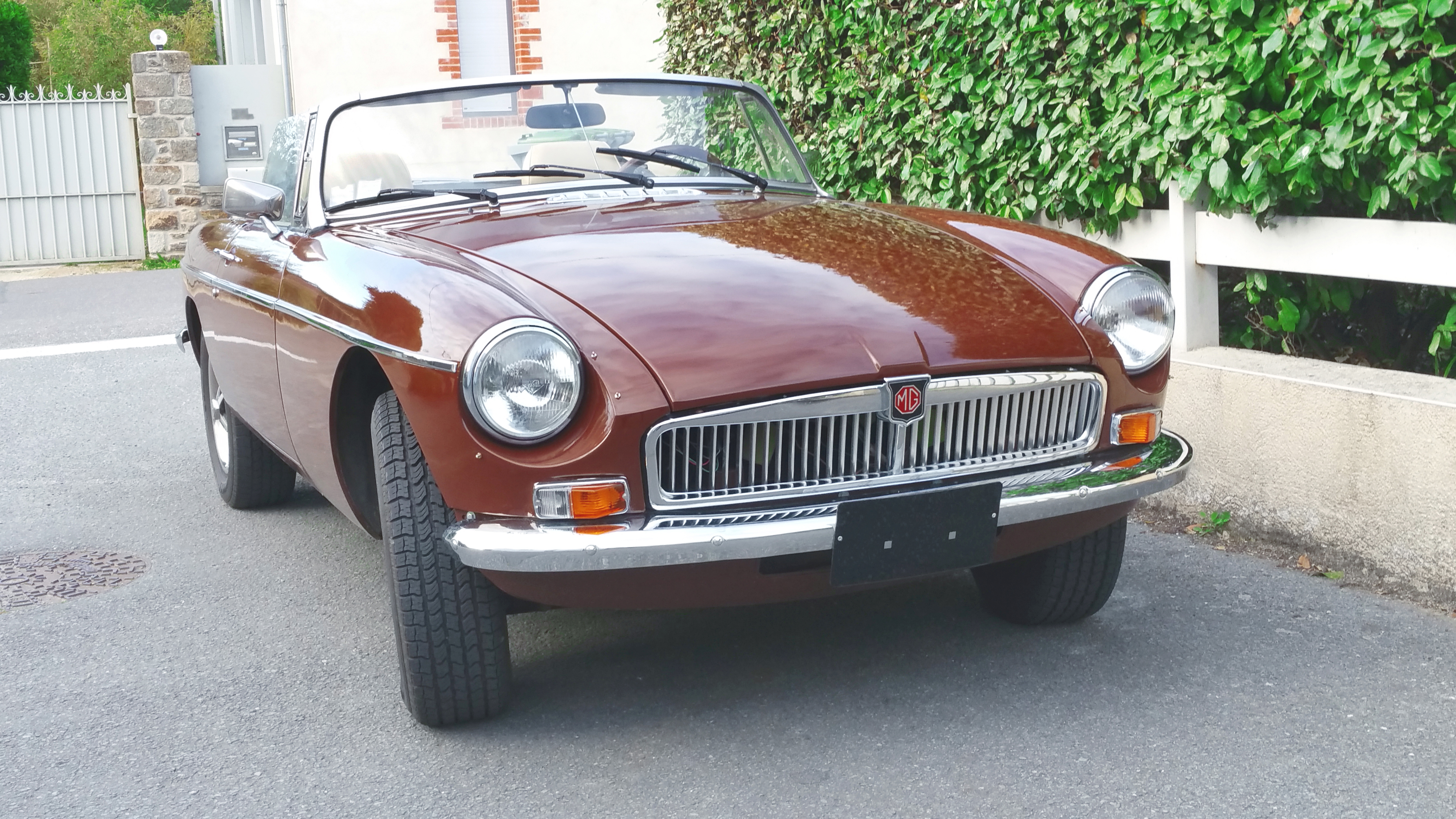
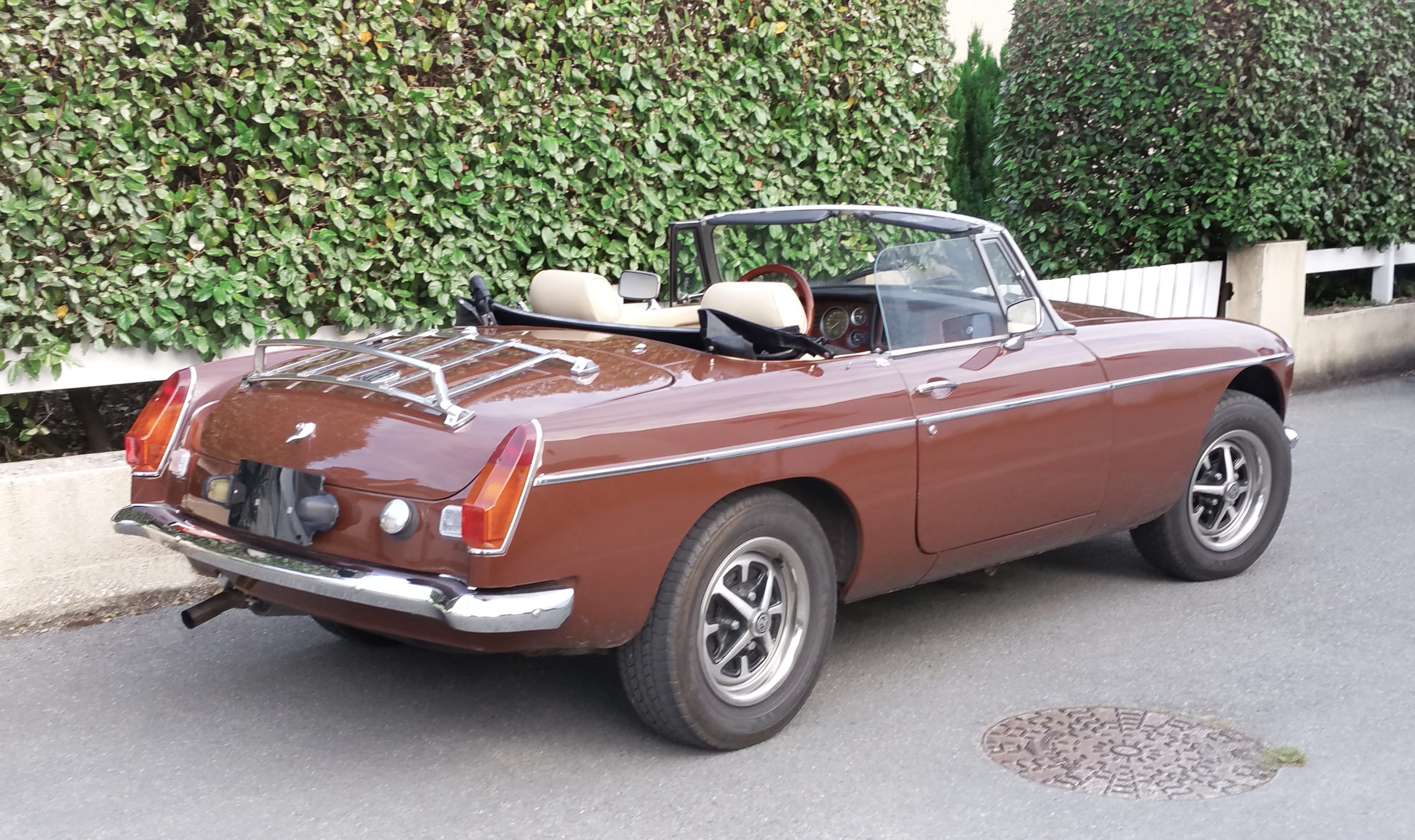

## Versions
- MGB Mk I, moteur BMC Série-B de 1,8 litre à trois paliers ;
- MGB Mk II, moteur de cylindrée équivalente mais à cinq paliers ;
- MGB Mk III, proche du précédent mais avec des finitions différentes (calandre, feux arrière) ;
- MGB Mk IV, pare-chocs en caoutchouc, simple carburateur, et suspensions rehaussées (conforme aux nouvelles normes pollution et anticollision des États-Unis de mai 1974).

- MGC, moteur 6 cylindres de 3 L de cylindrée
- MGB GT V8, moteur V8 Rover 4 L

Deux versions plus sportives ont été développées : la MGC avec un moteur 6 cylindres de 3 litres de cylindrée. Destinée à succéder à l'Austin-Healey 3000 MK3, elle n'a pas obtenu le succès escompté. Outre le logo, elle se distingue extérieurement du modèle B par deux caractéristiques essentielles : son double bossage de capot, le premier central rendu nécessaire pour pouvoir loger le moteur six cylindres et le second plus petit et sur la gauche au niveau des carburateurs pour améliorer l'arrivée d'air. Le diamètre des jantes passe de 14 pouces sur la MGB à 15 pouces sur la MGC.

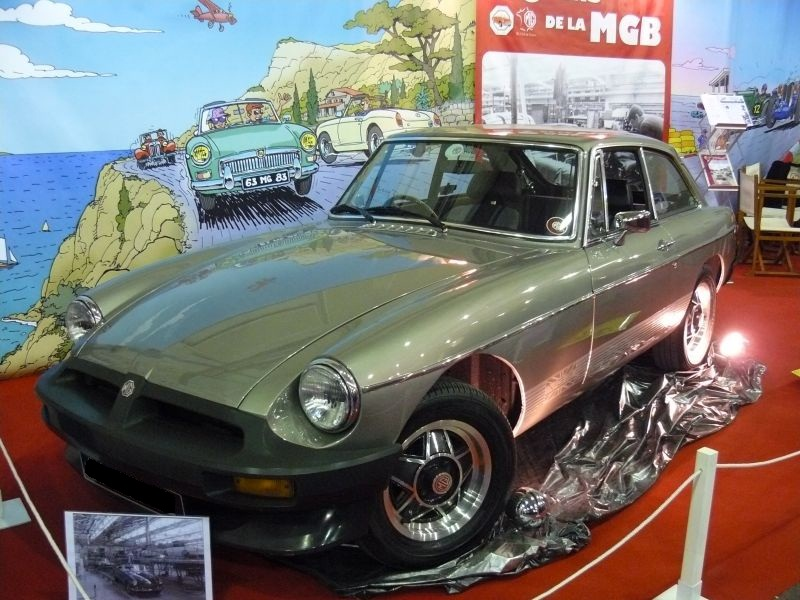
MG B GT Limited Edition
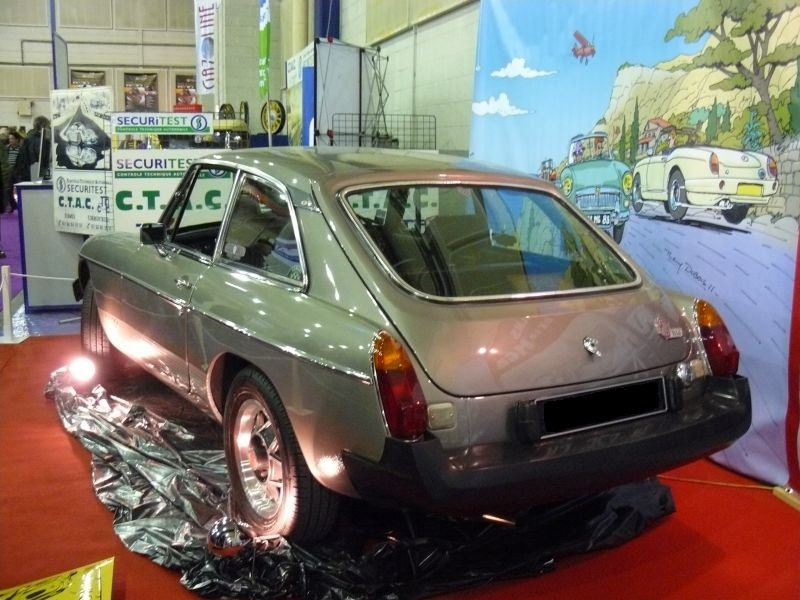
MG B GT Limited Edition
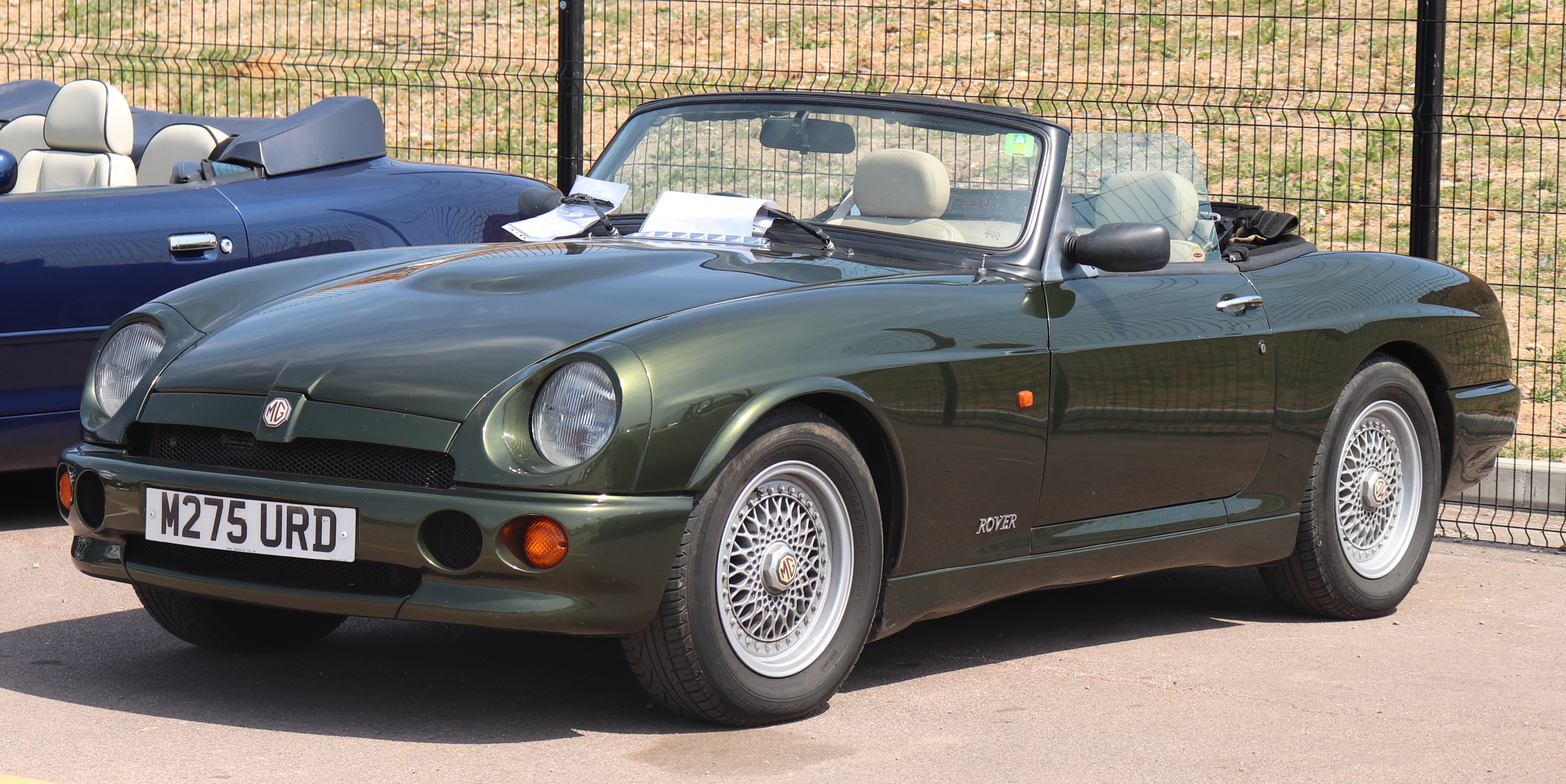
MG RV8 (1993)
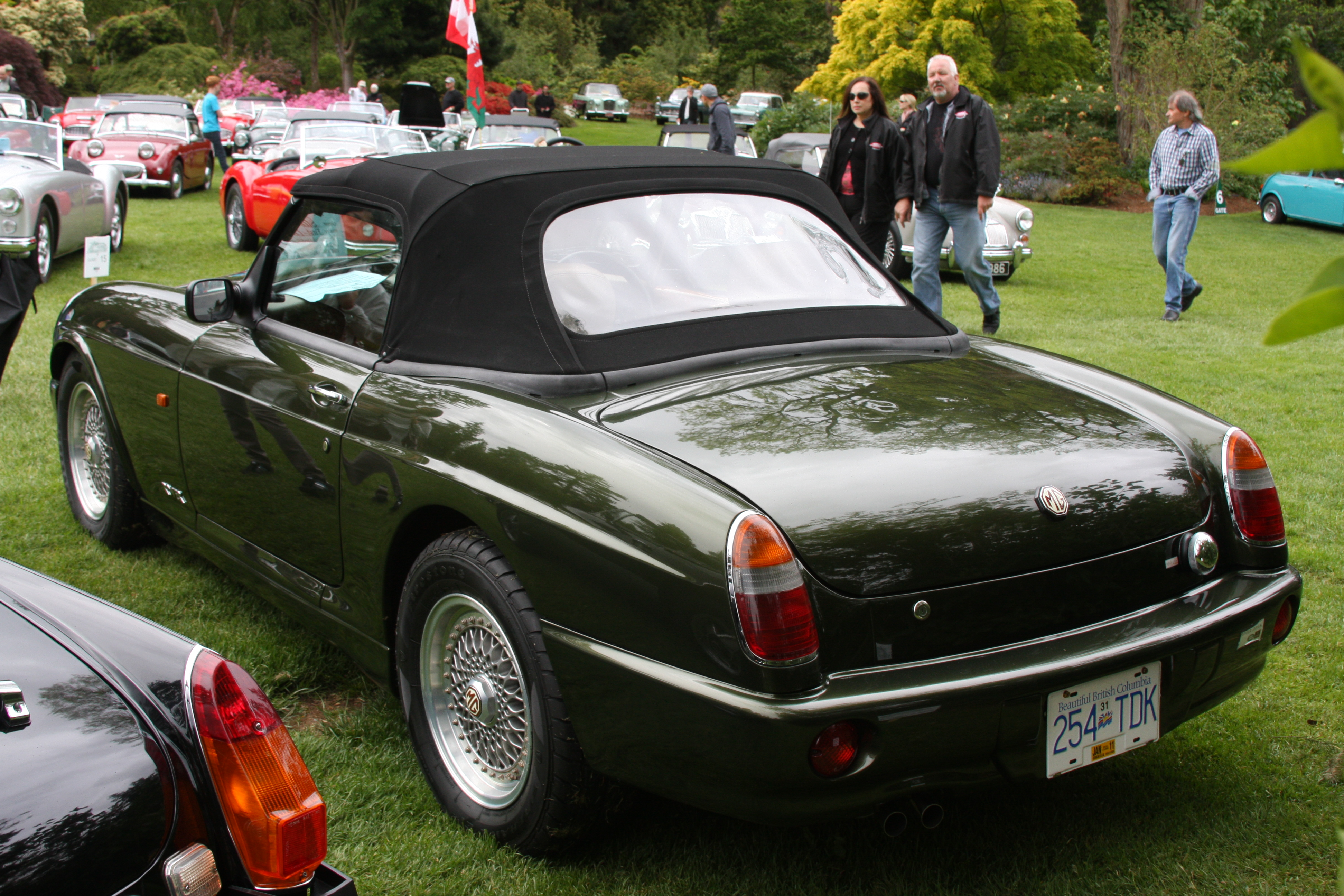
MG RV8

En 1969, l'ingénieur Ken Costello modifie et motorise des MGB GT tuning « Costello » avec un moteur V8 Oldsmobile, vendues à une centaine d'exemplaires. Inspiré par l'expérience, MG commercialise sa propre MGB V8 en 1971, à moteur V8 Rover de Rover P5 accessible depuis la fusion en 1968 entre sa maison-mère, British Motor Corporation, et celle de Rover, Leyland. Présentée un an plus tard, la MGB V8 atteint les 200 km/h, effectue le 0 à 100 km/h en 8,3 s et tient le 1 000 m départ arrêté en 29,4 s,.

## Concurrence
La MG B concurrence entre autres les roadsters anglais et européens de l'époque MG Midget, Triumph Spitfire, Austin-Healey 3000, Morgan Plus 4, Triumph TR4, Triumph TR5, Triumph TR6, Triumph Stag, Alfa Romeo Spider (Duetto)...

## Compétition
La MGB participe à de nombreuses compétitions (dans sa catégorie GT) telles que 24 Heures du Mans, Rallye de Monte-Carlo, Targa Florio, 12 Heures de Sebring, 6 Heures de Spa-Francorchamps...

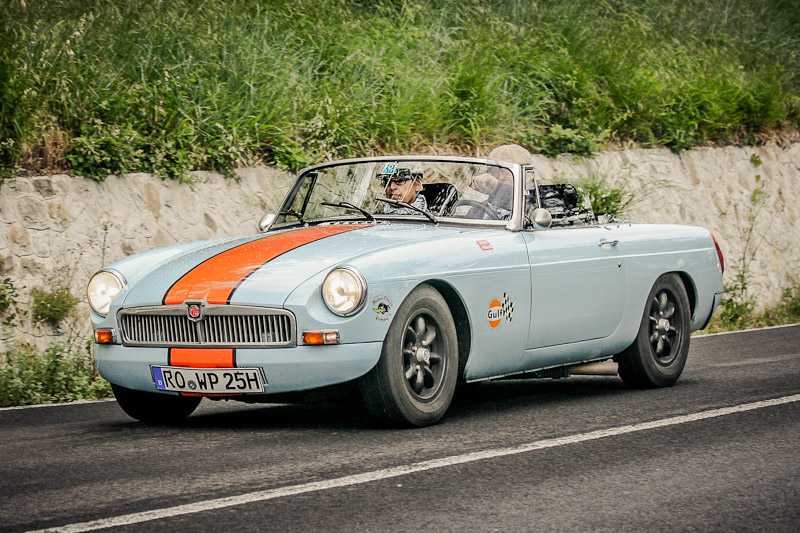
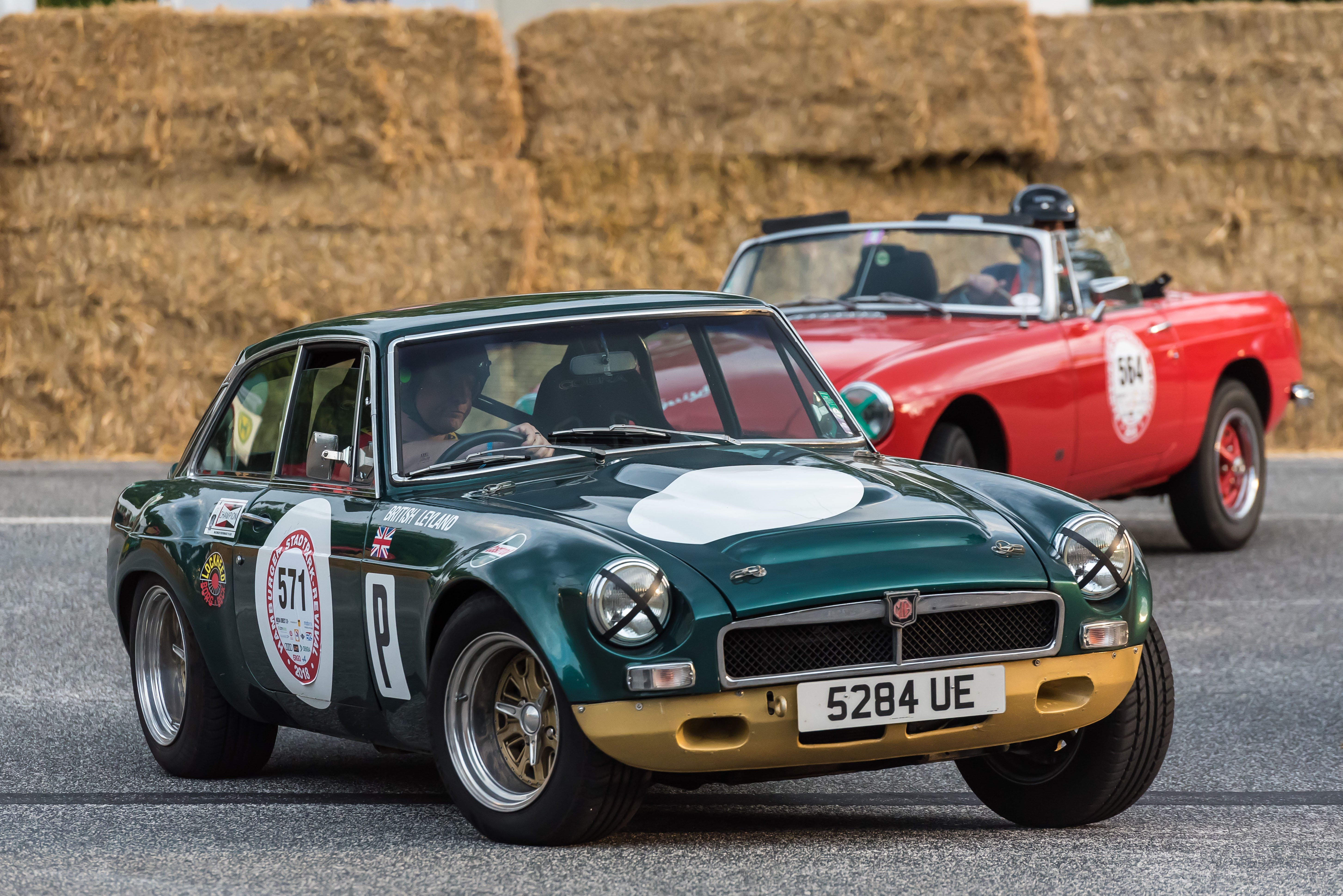
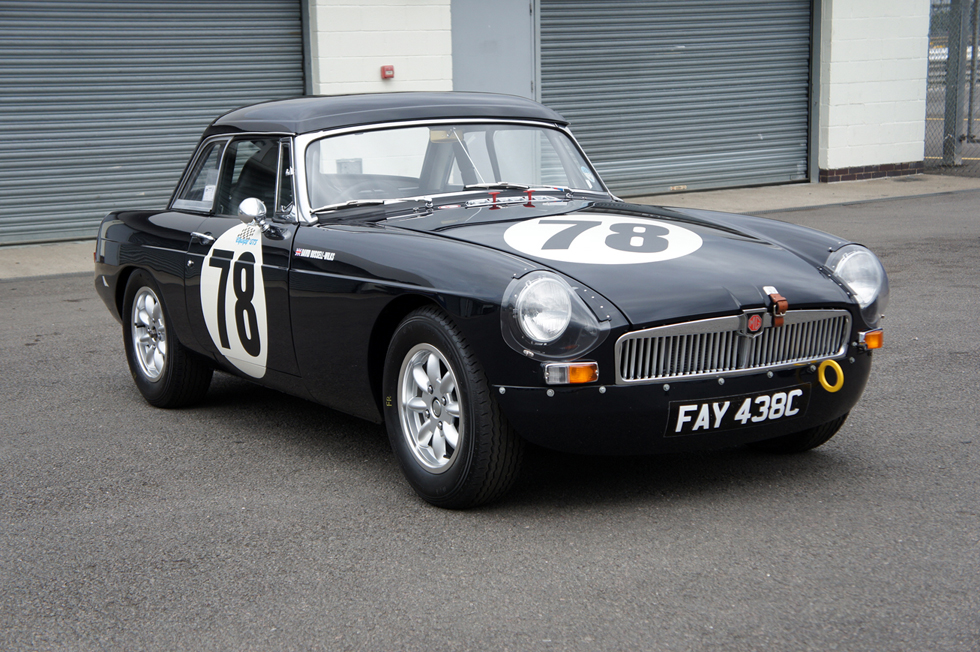
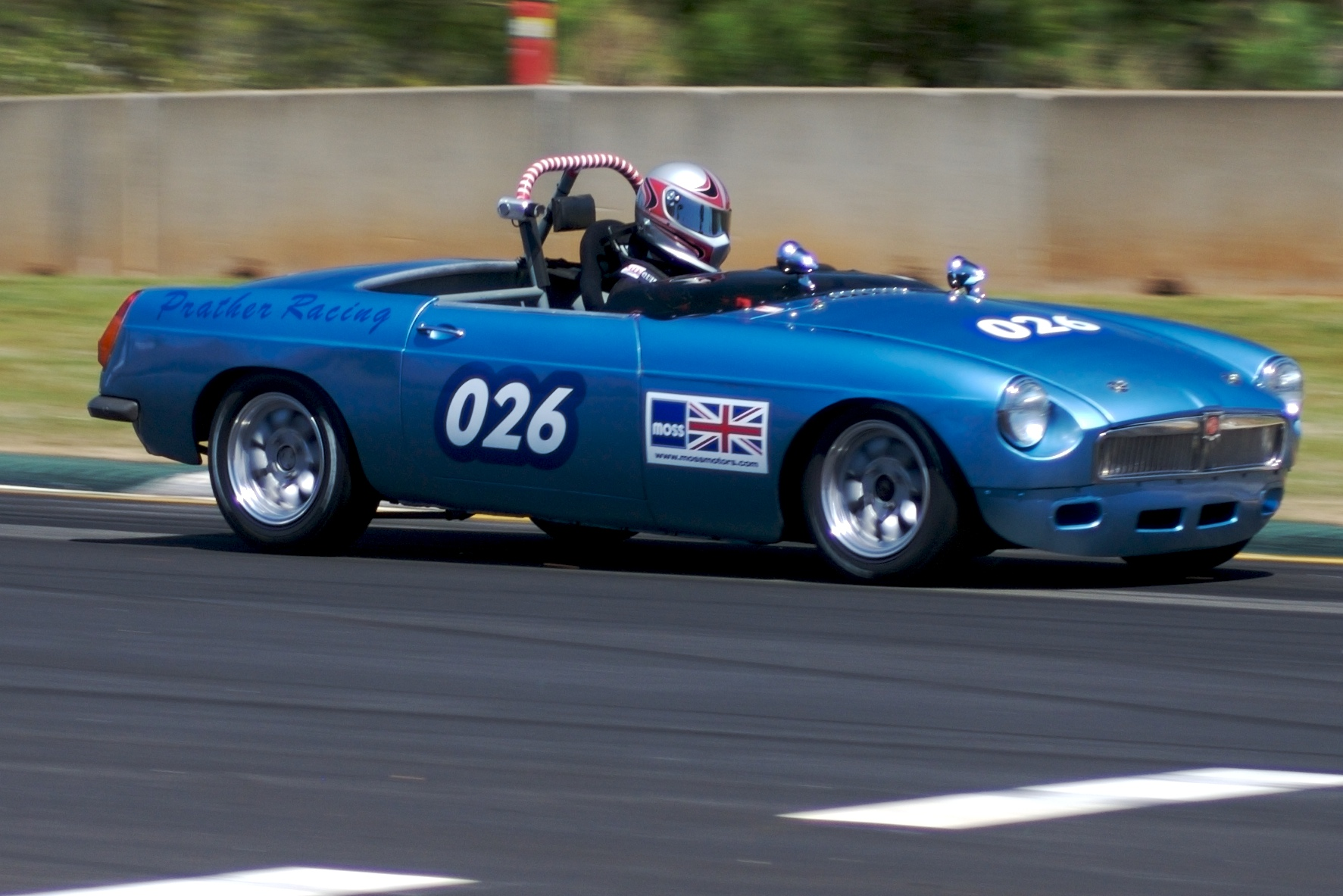

## Philatélie
Ce modèle figure dans une collection de philatélie de dix timbres postaux « British Auto Legends », éditée en août 2013 au Royaume-Uni par Royal Mail.

## Cinéma
- 1967 : Les Demoiselles de Rochefort, de Jacques Demy, modèle roadster blanc conduit par Gene Kelly[8].